# Concerto Suite for Electric Guitar and Orchestra
Concerto Suite for Electric Guitar and Orchestra (Koncertna suita za električnu gitaru i orkestar) studijski je album švedskog glazbenika i gitarista Yngwie Malmsteena koji je objavljen u lipnju 1998. godine. Bio je to prvi njegov pokušaj skladanja klasične koncertne suite u kojoj je električna gitara dio simfonijskog orkestra. Suitu izvodi Češka filharmonija, s Malmsteenom kao solistom na električnoj gitari. On je također i skladatelj cijele suite, s tim da mu je u stvaranju notnog zapisa pomogao prijatelj David Rosenthal. Orkestrom dirigira Yoel Levi.

## Popis pjesama
1. "Icarus Dream Fanfare"  – 5:25
2. "Cavallino Rampante"  – 3:58
3. "Fugue"  – 3:38
4. "Prelude to April"  – 2:43
5. "Toccata"  – 3:58
6. "Andante"  – 4:19
7. "Sarabande"  – 3:22
8. "Allegro"  – 1:30
9. "Adagio"  – 3:09
10. "Vivace"  – 4:50
11. "Presto Vivace"  – 3:39
12. "Finale"  – 1:50